# Hassan Alla
Hassan Alla (Oujda, 24 novembre 1980) è un ex calciatore marocchino, di ruolo centrocampista.

## Carriera

### Club
Ha giocato nel campionato marocchino, emiratino e francese.

### Nazionale
Tra il 2004 e il 2006 è sceso in campo 6 volte con la maglia della Nazionale.